# Шокшинская гряда
Шокшинская гряда — возвышенность в южной части Карелии. Располагается вдоль онежского побережья. Представляет собою ряд отдельных куполовидных возвышенностей, также спускающихся уступами в сторону Онежского озера, на западе — замыкается комплексом камовых холмов, широко развитых на участке между Сямозером и Ведлозером. Максимальная высота Шокшинской гряды, протянувшейся вдоль побережья Онежского озера — 240 м. Служит водоразделом между Ладогой и Онегой.